# 福山寺駅
福山寺駅（ふくさんじえき）は中華人民共和国河北省唐山市遷安市にある、中国鉄路総公司（CR）京哈線の駅。北京鉄路局所属の4等駅に設定されている。
旅客営業と貨物（危険物は除く）両方を扱う駅である。

## 駅構造
相対式ホーム2面2線を持つ地上駅。中央の2線は通過線（本線）となっており、ホームに接しているのは副本線である。

## 駅周辺
- G102国道

## 歴史
- 1974年 - 開業。

## 隣の駅
中国鉄路総公司
京哈線
石郎荘駅 - 福山寺駅 - 馬柳駅